# 格里氏細身脂鯉
格里氏細身脂鯉，為輻鰭魚綱脂鯉目脂鯉亞目唇齒脂鯉科的其一種，分布於南美洲秘魯烏卡雅利河流域，體長可達2.4公分，棲息在底中層水域，生活習性不明。